# Романов, Константин Константинович (архитектор)
Константин Константинович Романов (16 [28] сентября 1882, Санкт-Петербург — 26 января 1942, Ленинград) — русский советский архитектор, реставратор, исследователь архитектуры, археолог, этнограф, преподаватель.

## Биография
- В 1901 г. окончил экстерном Императорскую Царскосельскую Николаевскую гимназию (за исключением древних языков) — среднее образование получил дома.
- В августе 1902 г. поступил на архитектурное отделение Высшго художественного училища при Императорской Академии художеств
- 28 января 1909 года обвенчался с дочерью статского советника Еленой Ивановной Красногорской в церкви при доме протопресвитера Военного и Морского духовенства[1].
- В мае 1909 г. окончил ВХУ со званием художника-архитектора за проект «Курзал на минеральных водах»[2] (мастерская Л. Н. Бенуа).
- В 1909 г. избран действительным членом Императорского Русского военно-исторического общества
- С 1910 г. действительный член Императорского Русского археологического общества.
- В декабре 1910 г. утвержден в звании члена-корреспондента Императорской Археологической комиссии.
- В 1911 г. причислен к Русскому музею Императора Александра III-го по Этнографическому отделению. Хранитель отдела Этнографии с 1911 г. по 1921 г.
- С 1912 г. по 1918 г. состоял Управляющим делами Комитета попечительства о русской иконописи и провел преобразование его в Комитет древнерусской живописи.
- С 1915 г. — член Псковского археологического общества[3].
- В ноябре 1917 г. избран директором Училища технического рисования барона Штиглица (вышел в отставку в октябре 1918 г.)
- С 1918 г. член Всероссийского Комитета по делам музеев и охране памятников.
- С апреля 1919 г., после преобразования Имп. Археологической комиссии, член Российской Академии истории материальной культуры (С 1926 г. — ГАИМК, с 1937 г. — ИИМК АН СССР). Заведующий разрядом русского зодчества.
- Член Государственного института истории искусств.
- Скончался от дистрофии в блокадном Ленинграде 26 января 1942 г. Место погребения неизвестно.

### Преподавательская деятельность
- Императорский Археологический институт. 1911—1918 гг. Курс христианской архитектуры.
- Центральное училище технического рисования барона Штиглица. 1911—1918 гг. Общий курс истории искусств.
- Высшее художественное училище при Императорской Академии художеств. 1914—1918 гг. Профессор кафедры Истории русского искусства.
- Курсы Высших архитектурных знаний Е. Ф. Багаевой. 1914—1915 гг.
- Ленинградский университет. 1922—1928 гг. Профессор
- Ленинградский институт инженеров железнодорожного транспорта (ЛИИЖТ). 1934—1941 гг. Профессор.
- Архитектурный техникум учебного комбината Жилуправления Ленсовета. 1934—1937 гг.
- Ленинградский институт инженеров водного транспорта (ЛИИВТ). 1935—1938 гг.
- Ленинградский институт инженеров коммунального строительства (ЛИИКС). 1938—1941 гг.
- Курсы музееведения
- Краткосрочные курсы по обследованию архитектурных памятников

## Исследования, раскопки, обмеры
- Болгары: ханская мечеть (1929 г.)
- Вологодская губерния
- Новгородская губерния. Тихвин, Успенский монастырь (1904, 1907 гг.) Ферапонтово
- Ольвия. Херсонская губерния. Раскопки Имп. Археологической комиссии (1907—1909 гг.)
- Псков: стены и башни Псковской крепости (1915 г.), Спасо-Преображенский собор Мирожского монастыря (1916 г.). Совместно с П. П. Покрышкиным
- Псковская губерния: Мелётово (1925 г., 1926 г.), Святые (Пушкинские горы), Изборская крепость (1910—1911 гг.), Виделебье, Старая Уситва
- Львов (1940 г.)
- Москва. Собор Василия Блаженного
- Самарканд: мечеть Рух-Абад, медресе Улуп-Бека (1908 г.) По поручению Комитета по изучению Средней и Восточной Азии.
- Троице-Сергиева лавра (1924 г.)
- Швеция (1913 г.)
- Эриванская губерния. Храм Баш-Гарни (1910 г. Изучение развалин; раскопки под руководством акад. Марра Н. Я.)
- Юрьев-Польской (1909—1913 гг.)
- Ярославль

## Реставрационные работы
- Юрьев-Польской. Собор Св. Георгия

## Печатные труды К. К. Романова
- «Древние здания в Ферапонтовом монастыре Новгородской губернии». Совместно с П. П. Покрышкиным. Известия археологической комиссии. Выпуск 28. СПб. 1908 г.
- Звонница Тихвинского Богородице-Успенского монастыря Новгородской губернии. СПб. 1910 г.
- «Святославов крест» в г. Юрьеве-Польском. СПб. 1911 г.

## Звания. Награды
- Серебряная медаль Императорского Русского археологического общества (1911 г.)

### Архивные источники
- [Личное дело, заведённое в Императорской Академии художеств] //   РГИА. Ф. 789. Оп. 12. Д. И-71.
- Архив ИИМК РАН. Ф. 29 (фонд К. К. Романова). Д. 1–1434.